# Maki Tsukada
Maki Tsukada –en japonés, 塚田 真希, Tsukada Maki– (Shimotsuma, 5 de enero de 1982) es una deportista japonesa que compitió en judo.
Participó en dos Juegos Olímpicos, obteniendo en total dos medallas: oro en Atenas 2004 y plata en Pekín 2008, ambas en la categoría de +78 kg. En los Juegos Asiáticos de 2002 consiguió una medalla de plata.
Ganó seis medallas en el Campeonato Mundial de Judo entre los años 2003 y 2010.

## Palmarés internacional
| Juegos Olímpicos   | Juegos Olímpicos        | Juegos Olímpicos  | Juegos Olímpicos |
| Año                | Lugar                   | Medalla           | Categoría        |
| ------------------ | ----------------------- | ----------------- | ---------------- |
| 2004               | Atenas (Grecia)         | Medalla de oro    | +78 kg           |
| 2008               | Pekín (China)           | Medalla de plata  | +78 kg           |
| Campeonato Mundial |                         |                   |                  |
| Año                | Lugar                   | Medalla           | Categoría        |
| 2003               | Osaka (Japón)           | Medalla de plata  | +78 kg           |
| 2005               | El Cairo (Egipto)       | Medalla de bronce | +78 kg           |
| 2007               | Río de Janeiro (Brasil) | Medalla de oro    | Abierta          |
| 2007               | Río de Janeiro (Brasil) | Medalla de plata  | +78 kg           |
| 2009               | Róterdam (Países Bajos) | Medalla de bronce | +78 kg           |
| 2010               | Tokio (Japón)           | Medalla de bronce | +78 kg           |
| Juegos Asiáticos   |                         |                   |                  |
| Año                | Lugar                   | Medalla           | Categoría        |
| 2002               | Busan (Corea del Sur)   | Medalla de plata  | Abierta          |